# Hadrian I
Hadrian I (lub Adrian I ur. w Rzymie, zm. 25 grudnia 795) – 95. papież w okresie od 1 lutego 772 do 25 grudnia 795.

## Życiorys
Pochodził ze szlacheckiego rodu rzymskiego osiadłego w rejonie Via Lata, zaliczanego do arystokracji wojskowej Rzymu. Późniejsza tradycja przypisała mu przynależność do szlacheckiego rodu Colonnów, ale podanie to należy odrzucić, gdyż ród Colonna dopiero na przełomie XI i XII wieku wyodrębnił się z latyńskiego rodu hrabiów Tuskulum, który przed X stuleciem nie należał do grona rzymskiej arystokracji miejskiej. W lutym 772 został wybrany biskupem Rzymu.
Hadrian kontynuował pontyfikaty papieży Pawła I oraz Stefana III i podtrzymywał przyjazną politykę wobec frankijskiego państwa Karolingów. Już w 773 najazd Dezyderiusza, króla Longobardów zagroził Państwu Kościelnemu. Hadrian zagroził Dezyderiuszowi ekskomuniką, a potajemnie zwrócił się o pomoc do króla Franków Karola Wielkiego, który, po nieudanych negocjacjach, rozbił Longobardów w otwartym polu, a Dezyderiusza, po prawie rocznym oblężeniu Pawii, pozbawił tronu longobardzkiego (w czerwcu 774 roku). Po uzgodnieniach Karola z Hadrianem (w 774, 781 i 787 roku), król Franków zwrócił większość terenów Italii (obiecanych jeszcze przez Pepina Krótkiego) Państwu Kościelnemu, z wyjątkiem Toskanii, księstw Spoleto i Terraciny. Karol Wielki czasem wykorzystywał fakt przymierza z Kościołem Rzymskim i ingerował w jego sprawy, co jednak nie przeszkadzało papieżowi na tyle, by nie pomóc mu w sprawach świeckich jak np. próba obalenia księcia bawarskiego Tassilona III.
Hadrian jako pierwszy papież zaczął bić monety z własną podobizną, a także datować pontyfikaty według ich długości, a nie według lat rządów cesarza Bizancjum.
Zaaprobował postanowienia Soboru Nicejskiego II dotyczące oddawania czci świętym obrazom (potępił ikonoklazm). Na soborze legaci papiescy przedstawili traktat dogmatyczny dotyczący kultu obrazów, a także żądanie Hadriana zwrócenia Ilirii Rzymowi (pod groźbą rzucenia klątwy na cesarzową Irenę i jej syna Konstantyna VI) co zostało przemilczane.
Hadrian odbudował część starożytnych akweduktów rzymskich, odrestaurował kościoły, mury miejskie, umocnił brzegi Tybru, a także rozwinął sieć gospodarstw kościelnych, które zajmowały się działalnością charytatywną. Po śmierci papieża w 795 roku, Karol Wielki, pomimo drobnych napięć, stwierdził, że "czuje się jakby stracił brata", nakazał odprawienie mszy w jego intencji w całym kraju, a także sformułował epitafium na marmurowej płycie (znajduje się ono w portyku bazyliki św. Piotra).
Pontyfikat Hadriana I był najdłuższym od czasu św. Piotra aż do Piusa VI pod koniec XVIII wieku.